# Kostival
Kostival (Symphytum) je rod štětinatých nebo drsně chlupatých bylin z čeledi brutnákovitých které obvykle rostou na polostinných a vlhkých místech s výživnou půdou. Některé jeho druhy, např. kostival lékařský, jsou tradičně považovány za léčivé rostliny.

## Rozšíření
Druhy rodu kostival pocházejí z euroasijské oblasti, za hlavní místa jejich původu jsou považovány hornaté oblasti okolo východní částí Černého moře, hlavně Malá Asie a Kavkaz; tam roste nejvíce druhů které jsou v mnoha případech endemické. Odtud se rod rozšířil na západ téměř do celé Evropy a směrem na východ postupoval na jih Sibiře, do Střední Asie, pevninské Číny i na ostrov Tchaj-wan. Kostival se dále druhotně dostal do Afriky a Severní Ameriky kde se dobře uchytil a místy se pěstuje se jako krmivo pro dobytek.
Osídlil různé biotopy, na teplých nížinných územích preferuje především stinná stanoviště, roste ve vlhkých údolích, na neosluněných místech okolo vodních toků, v křovinách nebo v jehličnatých lesích. Ve výše položených oblastech také volí místa s vlhkou půdou, ale již se méně vyhýbá slunečnímu svitu. Dokáže se přizpůsobit i ruderálním stanovištím s dostatkem živin, jako jsou vlhké skládky a rumiště, zanedbaná okolí lidských sídel nebo okraje polí, příkopů a cest.

## Popis
Vytrvalé nebo vzácně i jednoleté rostliny s jednoduchými nebo větvenými lodyhami které jsou hustě porostlé krátkými nebo dlouhými, měkkými či pevnými pichlavými chlupy. Lodyhy vyrůstají z jednoduchého nebo rozvětveného, svislého či plazivého oddenku jenž bývá hrubý, masitý a může mít i hlíznaté zduřeniny. Podlouhlé, kopinaté až vejčité lodyžní listy, s řapíky nebo přisedlé, jsou nejčastěji celokrajné a na bázi srdčité či uťaté. Spodní listy vyrůstají střídavě, horní vstřícně a všechny jsou drsně chlupaté.
Stopkaté, oboupohlavné květy s krátkými listeny vyrůstají v hustých květenstvích. Jsou to převislé jednoduché nebo dvojité vijany, bývají vrcholové nebo rostou na bočních větvích. Trvalý kalich má zvonkovitý nebo trubkovitý tvar a je hluboce dělený do pěti čárkovitých cípů jež se po odkvětu zvětšují. Koruna je také zvonkovitá nebo trubkovitá a má pět krátkých zubů, zbarvena bývá bíle, žlutě, fialově nebo modře; v ústí trubky vyrůstá pět trojúhelníkovitých šupinek. V korunní trubce je pět částečně přirostlých tyčinek s podlouhlými prašníky které někdy z koruny vyčnívají. Ze středu hluboce členěného, čtyřdílného semeníku vyrůstá nitkovitá čnělka s nepatrnou hlavičkovitou bliznou. Květy nejčastěji vykvétají v pozdním jaře a časném létě, jejich opylení zajišťuje hmyz.
Plodem jsou čtyři tvrdky konkávně přirostlé na plochém květním lůžku. Jsou šikmo vejčité, někdy zakřivené, obvykle s jednou ostrou hranou. Na povrchu jsou vrásčité, bradavčité nebo hladké, na bázi mívají ozubený límcovitý val a na opačné straně malou šupinu. Obsahují kulovitá semena. Rostliny tohoto rodu se mohou rozmnožovat jak rozrůstáním oddenků, tak i rozšiřováním semen.

## Taxonomie
Taxonomie rodu ještě zdaleka není dokončena, za posledních 80 let se zvýšil počet poznaných druhů z 15 na 40.
V přírodě České republice se lze setkat s těmito čtyřmi druhy:
- kostival český (Symphytum bohemicum) F. W. Schmidt
- kostival drsný (Symphytum asperum) Lepech.
- kostival hlíznatý (Symphytum tuberosum) L.
- kostival lékařský (Symphytum officinale) L.

a s kříženci:
- Symphytum ×uplandicum Nyman (S. asperum × S. officinale).
- Symphytum ×wettsteinii Sennholz (S. officinale × S. tuberosum)
- Symphytum bohemicum × Symphytum officinale
- Symphytum officinale × Symphytum ×uplandicum[1][5]

V Evropě se dále vyskytují ještě tyto druhy:
- Symphytum bulbosum K. F. Schimp.
- Symphytum cordatum Waldst. & Kit. ex Willd.
- Symphytum cycladense Pawl.
- Symphytum davisii Wickens
- Symphytum gussonei F. W. Schultz
- Symphytum ibiricum Steven
- Symphytum naxicola Pawl.
- Symphytum orientale L.
- Symphytum ottomanum Friv.
- Symphytum tauricum Willd.[6]

## Význam
Rostliny rodu kostival jsou bohaté na mnohé alkaloidy a puriny, jako např. echimidin, symphytin, uplandicin a symhytocynoglossin nebo allantoin, obsahují také velké procento polysacharidů, silic, slizu nebo tříslovin. Mnohé druhy se proto i v současnosti využívají ve farmacii a homeopatii. Kořeny některých druhů také sloužívaly k přípravě červených barviv.